# Désinfection
Pour les articles homonymes, voir Désinfection (homonymie).

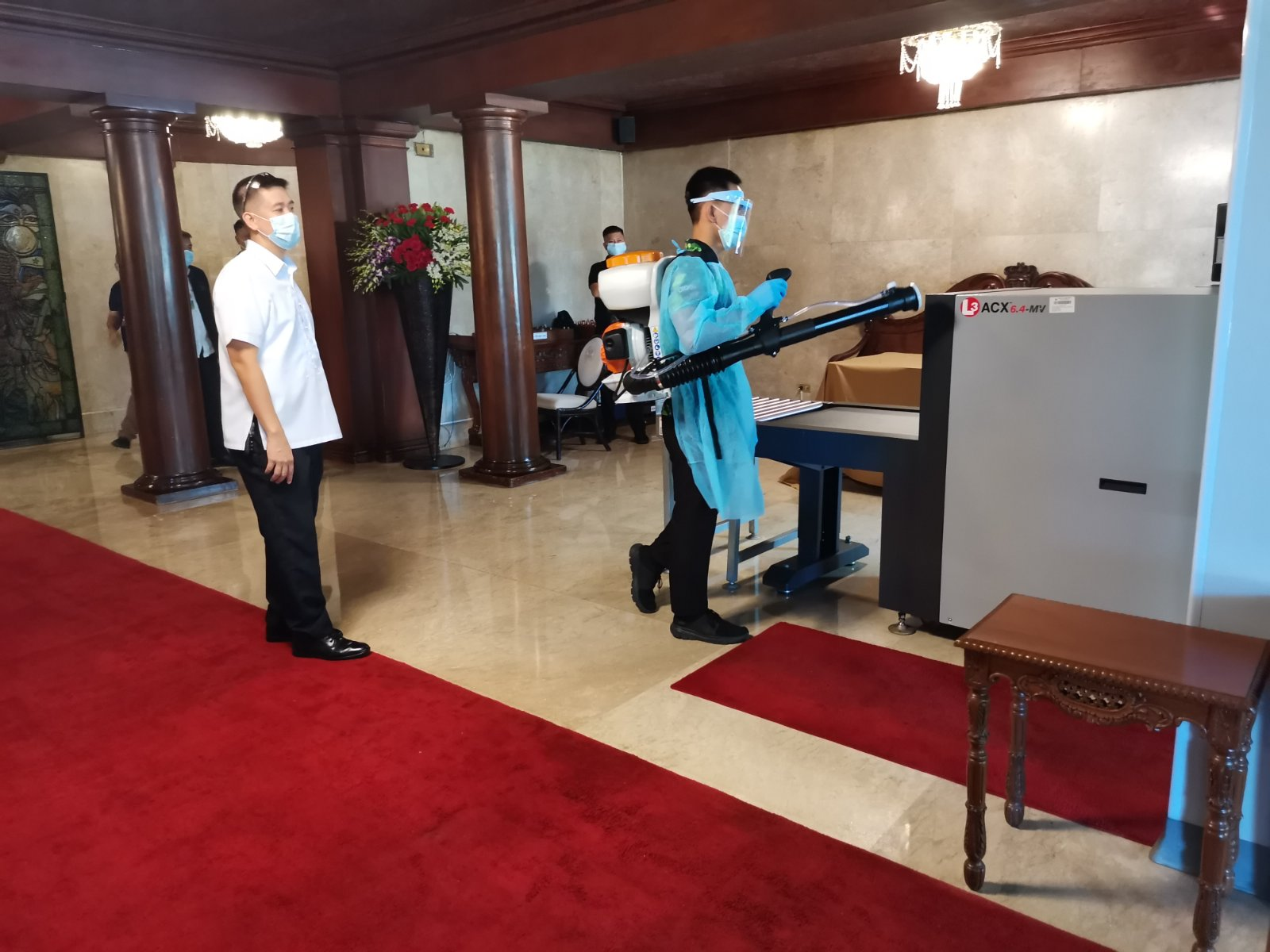
Désinfection et décontamination du palais de Malacañan à titre préventif contre le COVID-19.

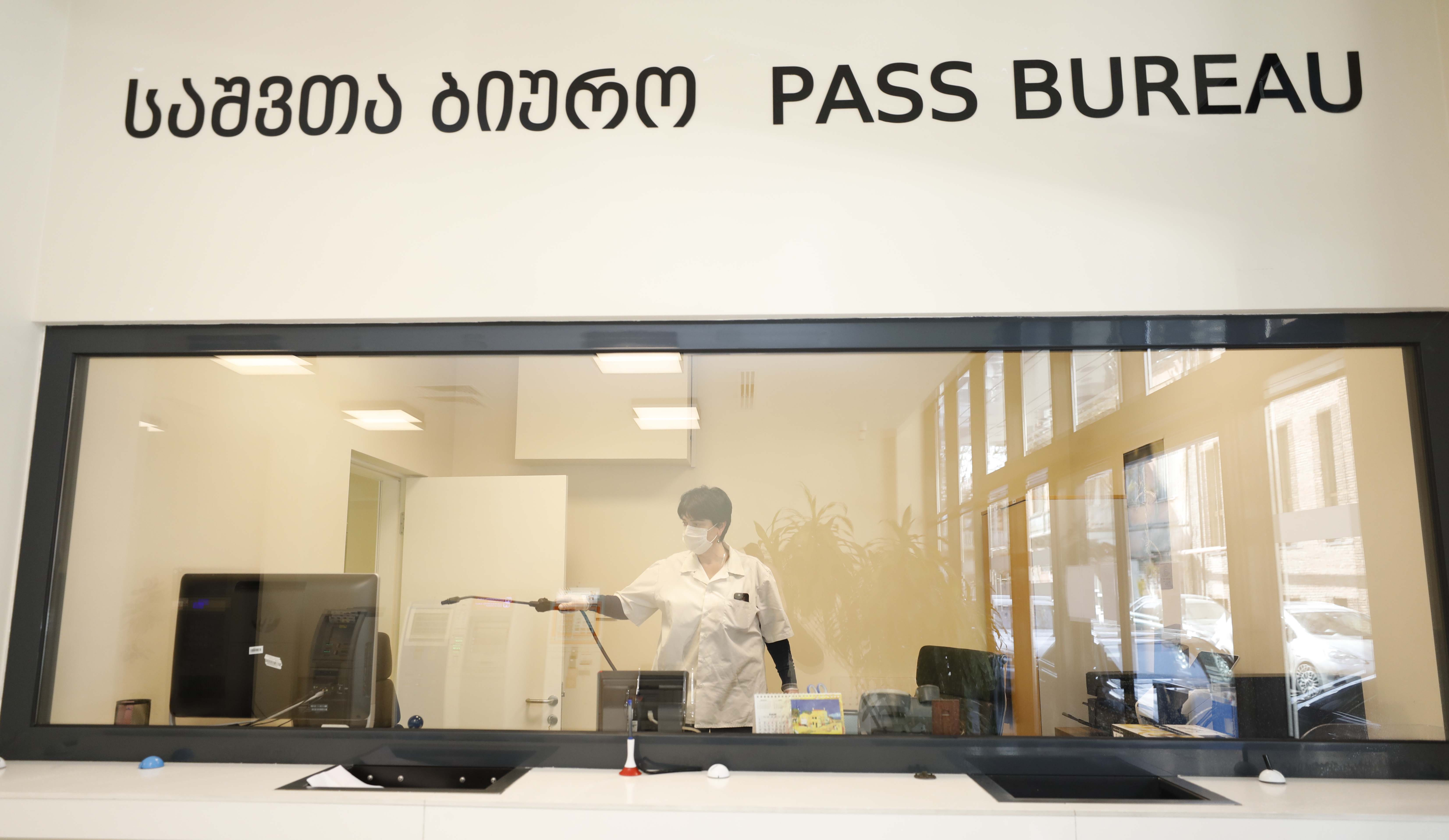
Désinfection du Palais Orbeliani pendant la pandémie de COVID-19.

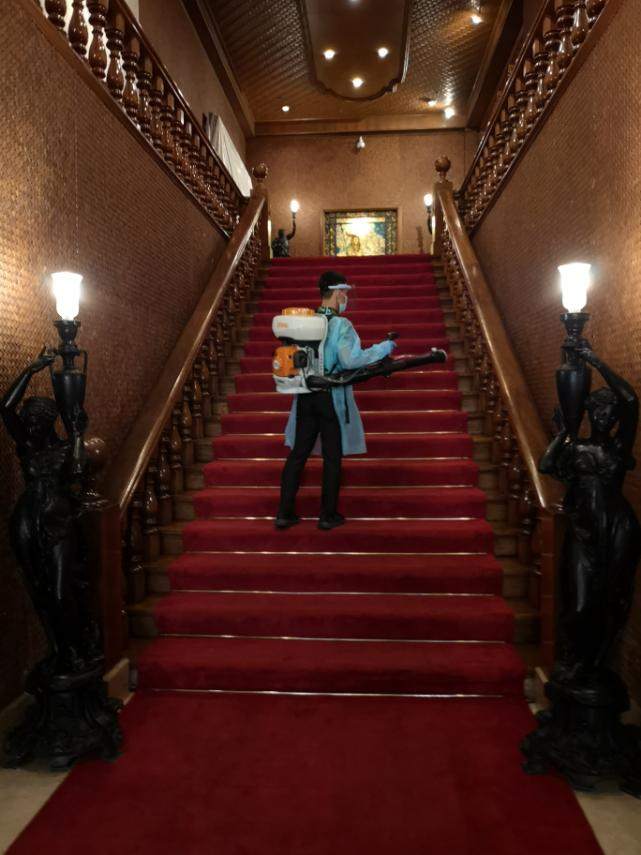
La désinfection et à la décontamination du palais de Malacañan à titre préventif contre le COVID-19.

La désinfection est une opération d'élimination volontaire et momentanée de certains germes (sinon on parle de stérilisation), de manière à stopper ou prévenir une infection ou le risque d'infection ou surinfection par des micro-organismes ou virus pathogènes et/ou indésirables (une grande partie des germes le deviennent en cas de déplétion immunitaire). 
La désinfection implique d'éliminer ou tuer les micro-organismes ou d’inactiver les virus pathogènes de milieux, matières ou matériaux contaminés en altérant leur structure ou en inhibant leur métabolisme ou certaines de leurs fonctions vitales (la filtration qui ne détruit pas les microbes n'est pas à elle seule un processus de « désinfection »).

## Dans le vocabulaire courant

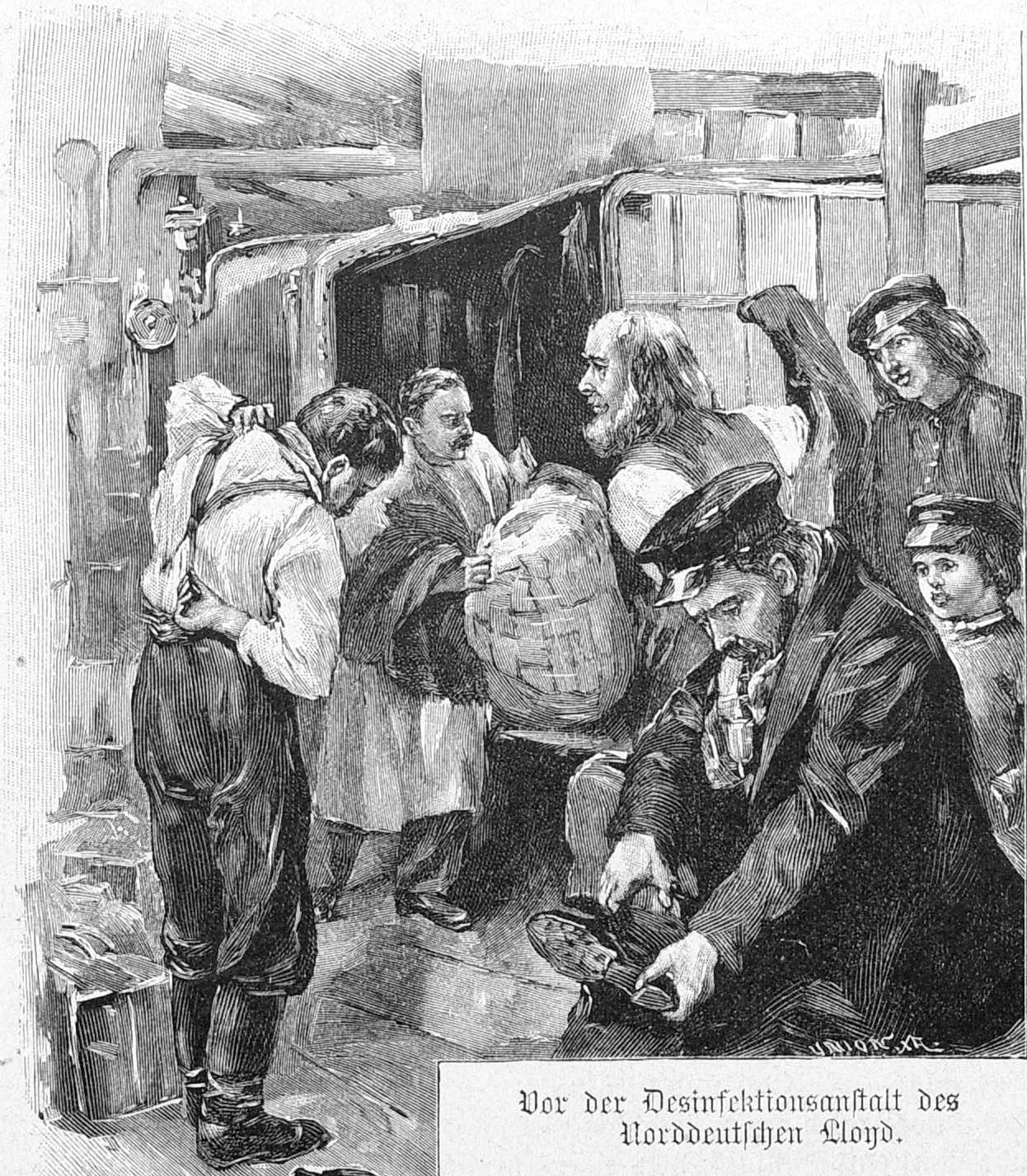
Désinfection des passagers sur un paquebot de la Norddeutscher Lloyd, gravure du magazine allemand Die Gartenlaube, 1895.

Il s'agit selon les cas plutôt d'une action préventive, contrairement à l'antisepsie qui est plutôt une action curative, mais les méthodes d'asepsie et de désinfection sont similaires ; on parle par exemple de désinfection d'une peau saine (par exemple avant une intervention chirurgicale) mais d'antisepsie d'une plaie.

## Techniques de désinfection
La désinfection comporte en général une phase de détersion, qui consiste à enlever les matières organiques extérieures (par exemple les graisses, peaux mortes ou un biofilm) et une phase de désinfection proprement dite avec l'emploi d'un désinfectant.
Le désinfectant peut avoir :
- une action d'inhibition de la croissance des micro-organismes, on parle d'action bactériostatique dans le cas de bactéries : il empêche la multiplication naturelle des germes ;
- une action létale sur les micro-organismes, on parle d'action bactéricide dans le cas de bactéries : il tue les germes.

Selon les normes en vigueur, la désinfection doit tuer 99,999 % des germes ciblés (donc diviser par 100 000 le nombre de germes).

## Cas de l'eau à potabiliser
Historiquement, le moyen le plus ancien consistait à faire bouillir l'eau (ce qui est une source importante de consommation d'énergie) ou à la mélanger avec du vin pour l'assainir.

Puis à la fin du XIXe siècle, les hygiénistes ont mis au point trois procédés de stérilisation (par l’ozone) (entre 1895 et 1898). Une première usine de stérilisation à l'ozone fut établie à Nice en 1898 par la Compagnie générale des eaux (afin de potabiliser l'eau du canal de la Vésubie avant que d'autres villes (Lille, Dinard, Deauville, Brest, Sotteville-lès-Rouen, Cosne-sur-Loire et Chartres) fassent de même. 

Le pouvoir désinfectant des ultra-violet est démontré avant 1915. 

Mais c'est la verdunisation (chloration) de l'eau au moyen de Chlore gazeux (notamment fabriqué comme gaz de combat ou d'eau de Javel, testée sur le champ de bataille et aux environs, puis à grande échelle durant la Première Guerre mondiale, qui sera la solution-phare du XXe siècle. Après des essais concluant faits à Reims (1924) la « verdunisation » se propage en France à Carcassonne, puis à Auxerre, Bar-le-Duc, Calvi, Dieppe, Monte Carlo, Vichy. Dans les années 60 les autorités sanitaires se rendent compte que le chlore gazeux utilisé en première étape du traitement de l'eau avait des effets  secondaires négatifs (qui a aussi favorisé la diffusion du virus de la poliomyélite), effets pouvant être fortement réduits par un préfiltration performante de l'eau.  

Plus récemment, l'ultrafiltration a aussi été mis au point.

## Cas des véhicules sanitaires
La désinfection des véhicules sanitaires est de première importance, pour les personnes transportées comme pour les professionnels eux-mêmes, confrontés au risque d'infection. 
Elle contribue en effet à limiter le risque de maladies nosocomiales ou de surinfections. 

Dans le cadre d'un système de management de la qualité on veillera particulièrement à la désinfection des véhicules et à l'enregistrement des actions de nettoyage et de désinfection à fin de traçabilité.

## Désinfectants

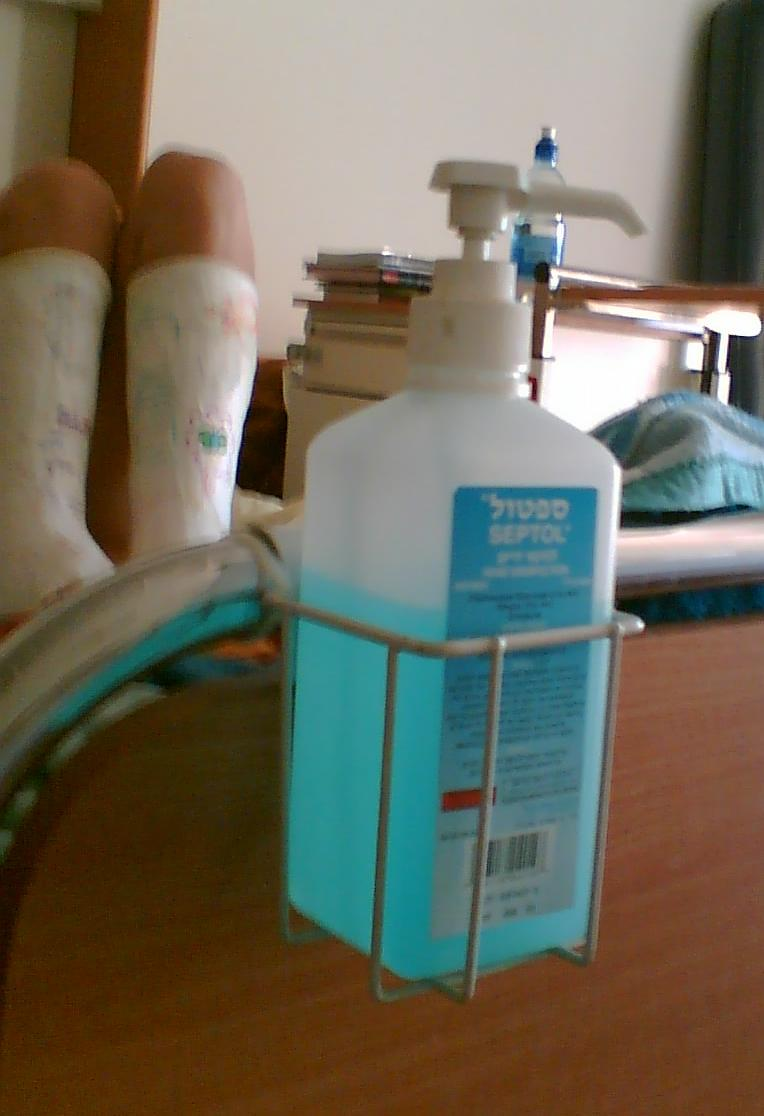
Flacon de désinfectant liquide, accroché en bout de lit dans un hôpital.

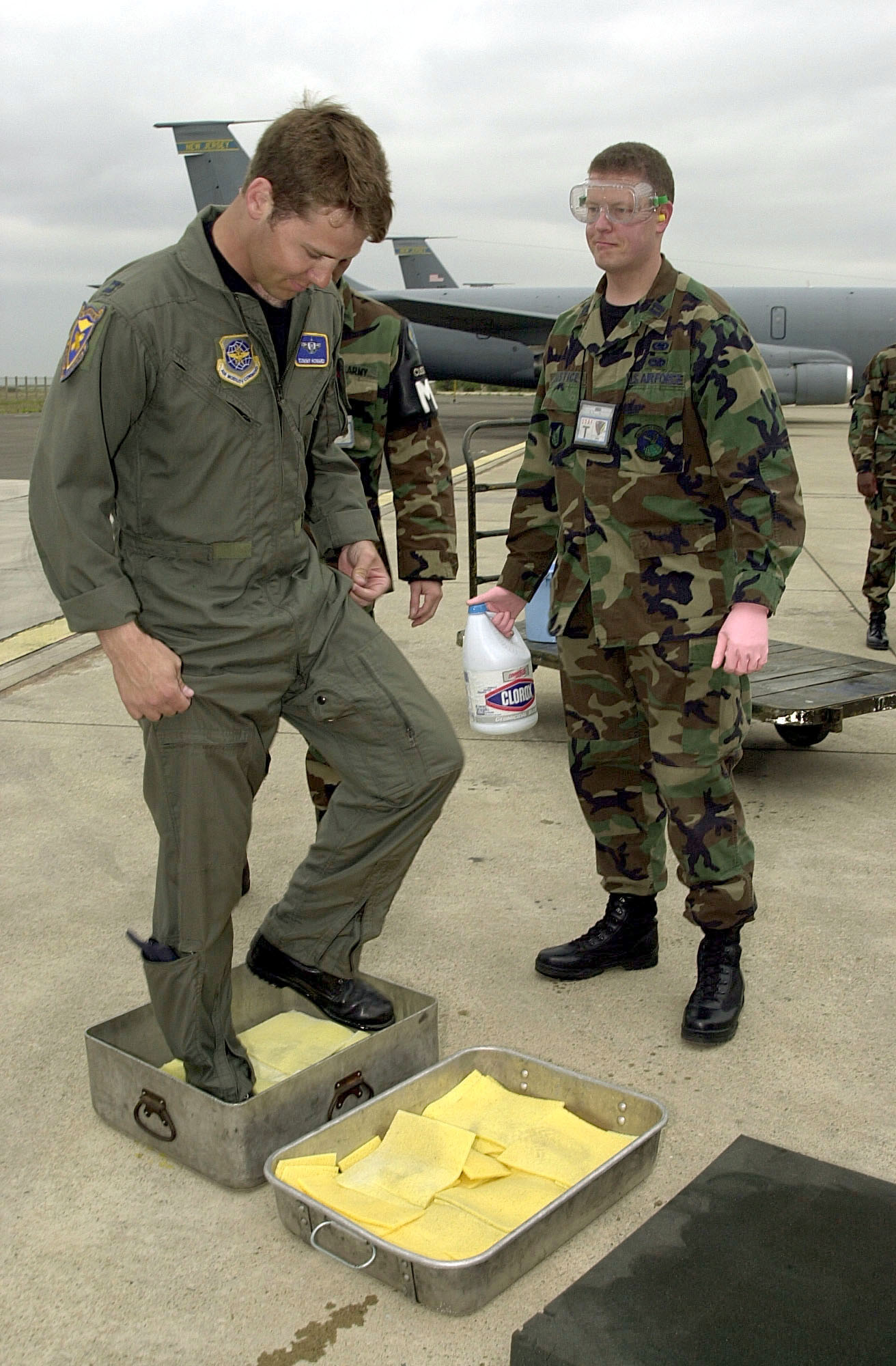
À la différence de l'antiseptique à appliquer sur le corps, le désinfectant sert à désinfecter les surfaces inertes, et éventuellement comme ici des vêtements ou chaussures susceptibles de véhiculer la fièvre aphteuse.

Un désinfectant est un produit chimique ou physique tel que le gel hydro-alcoolique qui tue ou inactive des micro-organismes, tels les bactéries, virus et protozoaires, sur des surfaces inertes telles le matériel à usage médical et des surfaces (sols, murs, conduites d'eau, sièges, poignées de porte, brancards, intérieurs d'ambulance, etc.).
Il se distingue en cela de l'antiseptique, plus spécifiquement destinés aux applications sur les patients.
Selon les normes en vigueur, un désinfectant doit tuer 99,999 % des germes ciblés.
Les désinfectants sont également connus sous le nom d'anti-bactériens ou biocide où le mot bactérie est un abus de langage pour désigner tous les micro-organismes. 

Le terme anti-bactériens est souvent utilisé, de manière commerciale, pour mettre en valeur le rôle stérilisant d'un produit, sans pour autant suivre les spécifications médicales d'un désinfectant.

### Actions
Le désinfectant peut avoir trois actions :
- inhibition de la croissance des germes ;
- action létale (mortelle) sur les germes et les microbes ;
- empêcher les germes de recoloniser la surface nettoyée (rémanence).

### Modes d'action
Coagulation des organites intracellulaires, altération de la membrane.

### Quelques exemples
- Oxyde de calcium ou chaux vive, reconnue efficace dans le domaine de la désinfection dans le cas de maladies contagieuses. Elle est utilisée majoritairement de par son faible coût dans les pays et régions d'élevage du bétail. Elle est utilisée mélangée à de l'eau dans la proportion de 10 % et fraîchement éteinte[5]. Ainsi on bénéficie d'une « peinture » au caractère très alcalin propre à assainir les étables, les bergeries, les murs de fermes.
- Hypochlorite de sodium ou eau de Javel, utilisé pour désinfecter les piscines et ajouté en petites quantités dans l'eau potable pour empêcher le développement bactérien dans les poches d'eau stagnant trop longtemps dans les canalisations.
- Dioxyde de chlore.
- Chlorite de sodium, chlorate de sodium et chlorate de potassium.
- Alcool – en général l'éthanol ou l'isopropanol. Appliqué sur les plaies et la peau, il s'évapore rapidement. Le pouvoir désinfectant de l'alcool est supérieur quand il est mélangé à de l'eau (en solution alcoolique à environ 70 %). Pur ou trop concentré, il est bien moins efficace car le manque d'eau libre fait sporuler les micro-organismes qu'il est censé détruire. Or l'alcool est inefficace contre les formes sporulées qui ne seront alors pas détruites.
- Peroxyde d'hydrogène (eau oxygénée).
- Iode.
- Ozone, gaz utilisé pour la désinfection de l'eau.
- Phénol et composés phénoliques.
- Permanganate de potassium, utilisé pour désinfecter les aquariums.
- Sels d'ammonium quaternaire (quats).
- Hypochlorites.
- Anti-parvovirus.
- Toluène.

En plus de ces méthodes chimiques, il existe des méthodes physiques telles que :
- la lumière ultraviolette pour désinfecter l'eau ; voir aussi Désinfection solaire de l'eau.
- la vapeur d'eau pour désinfecter une surface.

### Réglementation
Les désinfectants forment un des quatre groupes (désinfectants, produits de protection, produits antiparasitaires, autres produits) de produits biocides au sens de la directive 98/8/CE du Parlement européen et du Conseil du 16 février 1998 concernant la mise sur le marché des produits biocides.
L'évaluation des produits désinfectants est réalisée depuis 2007.

### Consommation mondiale
Depuis le 1er juillet 2010, la FAO a ouvert gratuitement à tous (sur simple enregistrement) sa base de données Pesticides (qui contient une rubrique « désinfectants » dans l'outil FAOSTAT (la plus vaste base de données mondiale sur l’alimentation, l’agriculture et la faim).